# Juan Manuel Morales
Juan Manuel Morales, vollständiger Name Juan Manuel Morales González, (* 19. Dezember 1988 in Montevideo) ist ein ehemaliger uruguayischer Fußballspieler.

## Karriere

### Verein
Der 1,77 Meter große linke Mittelfeldspieler wird auf der linken Außenbahn eingesetzt. Er begann mit dem Fußballspielen bei Nuevo Amanecer. Im Alter von 13 Jahren schloss er sich der Septima der Montevideo Wanderers an. Dort debütierte er am 24. August 2008 in der Erstliga-Begegnung gegen Peñarol Montevideo. Bis Juli 2010 gehörte er dem Erstligakader der Wanderers an. Sodann wechselte er auf Leihbasis zu El Tanque Sisley. Dort debütierte er am 22. August 2010 beim 1:0-Sieg des 1. Spieltags gegen Racing, kam in der Spielzeit 2010/11 in beiden Halbserien insgesamt 20-mal beim zuvor aus der Segunda División aufgestiegenen Erstligisten in der Primera División zum Einsatz und erzielte zwei Treffer. Im Januar 2012 verließ er die Wanderers dann endgültig und schloss sich Deportivo Saprissa an. Bei dem costa-ricanischen Verein bestritt er in den Saisons 2011/12 und 2012/13 23 Partien (zwei Tore) in der höchsten Spielklasse des mittelamerikanischen Landes. Zur Clausura 2013 kehrte er nach Montevideo zurück und ist seither erneut für El Tanque Sisley aktiv. In der Clausura 2013 lief er in acht Liga-Begegnungen auf (ein Tor). Nach Saisonende wurde sein Abschied von El Tanque mit unbekanntem Ziel vermeldet.

### Nationalmannschaft
Morales gehörte der von Gustavo Ferrín trainierten U-17-Auswahl Uruguays an, die an der U-17-Südamerikameisterschaft 2005 in Venezuela teilnahm und Vize-Südamerikameister wurde.

### Besonderheiten
Juan Manuel Morales ist der Sohn des ehemaligen Fußballspielers Carlos María Morales. Am 24. August 2008 schrieben beide uruguayische Fußballgeschichte, da zum ersten Mal in einem Profispiel der uruguayischen Liga Vater und Sohn gemeinsam auf dem Feld standen.